# Luka (miasto Vrbovec)
Luka – wieś w Chorwacji, w żupanii zagrzebskiej, w mieście Vrbovec. W 2011 roku liczyła 840 mieszkańców.